# Identity (альбом Zee)
| Оценки критиков | Оценки критиков |
| Источник        | Оценка          |
| --------------- | --------------- |
| Allmusic        | (без оценки)    |

Identity — единственный альбом дуэта Zee, недолго просуществовавшего сайд-проекта клавишника Pink Floyd Ричарда Райта, состоящего из Райта и Дэйва Харриса из группы Fashion, выпущенный в 1984 году. Позже Райт заявил, что он чувствовал, что Identity была «экспериментальной ошибкой», которую не стоило выпускать вовсе. Альбом был написан и спродюсирован Райтом и Харрисом, автором всех текстов выступил Харрис.
Во время создания альбому музыканты интенсивно использовали синтезатор Fairlight CMI, популяризированный в 1980-х годах. За счёт этого звучание пластинки получилось очень электронным, на протяжении всех её композиций.
Песня «Confusion» была выпущена в качестве сингла с композицией «Eyes of a Gypsy» на второй стороне.
В 2019 году альбом был переиздан с бонус-треками и новой обложкой.

## Список композиций
Все тексты написаны Дэйвом Харрисом, вся музыка написана Ричардом Райтом и Дэйвом Харрисом.
| №  | Название         | Длительность |
| -- | ---------------- | ------------ |
| 1. | «Confusion»      | 4:17         |
| 2. | «Voices»         | 6:21         |
| 3. | «Private Person» | 3:36         |
| 4. | «Strange Rhythm» | 6:36         |

| №  | Название                 | Длительность |
| -- | ------------------------ | ------------ |
| 5. | «Cuts Like a Diamond»    | 5:36         |
| 6. | «By Touching»            | 5:39         |
| 7. | «How Do You Do It»       | 4:45         |
| 8. | «Seems We Were Dreaming» | 4:57         |

| №  | Название          | Длительность |
| -- | ----------------- | ------------ |
| 9. | «Eyes of a Gypsy» | 4:13         |

## Внеальбомные треки
1. «Confusion» (Single Mix) — 3:36
2. «Confusion» (12" Mix) — 6:21
3. «Eyes of a Gypsy» (Dub) (из сингла «Confusion» 12" UK single) — 4:11

## Участники записи
Zee
- Ричард Райт: клавишные, синтезаторная перкуссия, Fairlight CMI, бэк-вокал
- Дэйв «Ди» Харрис: гитары, клавишные, перкуссия, Fairlight CMI, ведущий вокал

Технический персонал
- Ричард Райт: продюсирование
- Дэйв Харрис: продюсирование и дизайн обложки
- Тим Палмер: звукоинженер и сопродюсер
- Пол Кокс: фотографии
- Овердаббинг и микширование выполнено на студии Utopia (Лондон)